# Джерело живлення

Схема найпростішого трансформаторного джерела живлення.

Джерело живлення — елемент електричного кола, в якому зосереджена електрорушійна сила.
Джерела живлення характеризуються значенням електрорушійної сили і внутрішнього опору. 
До джерел живлення належать гальванічні елементи, електрохімічні батареї, акумулятори,  термопари, сонячні батареї, електричні генератори тощо. 
Залежно від виду електрорушійної сили джерела живлення поділяють на джерела живлення постійного струму і джерела живлення змінного струму.
Розрізняють первинні джерела живлення, які безпосередньо перетворюють інші види енергії в електричну і вторинні джерела живлення, які виконують роль проміжних перетворювачів електричної енергії, такі як блоки живлення електронних приладів, трансформатори тощо.